# Pierre Fidèle Bretonneau

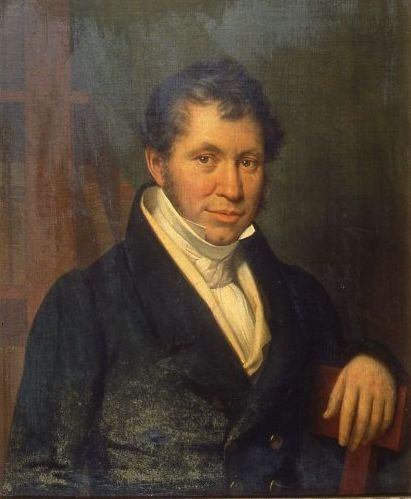
Portret Bretonneau (wykonany ok. 1810)

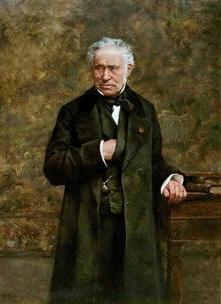
Doktor Bretonneau, pędzla Gustava Moreau

Pierre Fidèle Bretonneau (ur. 3 kwietnia 1778 w Tours  lub w Saint-Georges-sur-Cher , zm. 18 lutego 1862 w Passy ) – francuski lekarz, chirurg, epidemiolog.

## Życiorys
Był synem lekarza praktykującego w Touraine, siódmym z trzynaściorga rodzeństwa. Jego rodzina posiadała wielopokoleniową tradycję lekarską. W 1795 wyjechał do Paryża studiować medycynę. Tam jednym z jego nauczycieli był Nicolas Corvisart. Nauki pobierał wspólnie z adeptami medycyny, którzy później mieli stać się znanymi naukowcami, jak Dupuytren, Guersant i Esquirol. W 1801 ożenił się z Marie-Thérèse Adam. Na pewien czas zarzucił studia medyczne i mieszkał w Chenonceaux. W 1815 otrzymał tytuł doktora medycyny . W 1816 został naczelnym chirurgiem w szpitalu w Tours, którą to funkcję sprawował do 1838 . Od 1818 do 1820 był zaangażowany w walkę z epidemią błonicy w rodzinnym regionie Touraine, co okazało się dlań okazją do poczynienia znaczących odkryć w dziedzinie tej choroby. W latach 20. przebywał na Gibraltarze, gdzie walczył z epidemią żółtej febry . W 1836 w Chenonceaux zmarła jego żona. Następne dekady po jej śmierci Bretonneau spędził w Saint-Cyr-sur-Loire, gdzie prowadził praktykę lekarską i zajmował się badaniami naukowymi. W latach 50. ożenił się z Sophie Moreau. Był członkiem Francuskiej Akademii Medycyny oraz Francuskiej Akademii Nauk . 
W 1858 roku jednym z jego pacjentów był hr. Zygmunt Krasiński.
Pochowany został w Saint-Cyr-sur-Loire.

## Wkład w naukę
Od 1818 zajmował się badaniem błonicy; jest autorem nazwy diphtérite (dyfteryt) . W 1826 opublikował poświęconą tej chorobie pracę, i tym samym wydzielił ją jako osobną jednostkę . W 1825 był autorem pierwszego udanego zabiegu tracheotomii, który przeprowadził u dziewczynki chorej na błonicę krtani  .
W jego pismach zauważalne są pierwsze konstatacje, które Louis Pasteur rozwinął później w swojej teorii zarazkowej chorób . Bretonneau 20 lat przed Pasteurem podejrzewał istnienie niewidzialnych organizmów odpowiedzialnych za choroby. Przeprowadził rozróżnienie pomiędzy tyfusem a gorączką tyfoidalną (opisaną przezeń jako dothienenteritis), klasyfikując je jako odmienne choroby. Był jednym z pionierów wykorzystywania wartości swoistości w epidemiologii. Do grona jego uczniów zaliczają się m.in. Alfred Velpeau, Armand Trousseau i Moreau de Tours.
Jego obszerna korespondencja została wydana drukiem w opracowaniu Paula Triaire. W 1962, w setną rocznicę zgonu, francuska poczta wydała poświęcony mu okolicznościowy znaczek pocztowy.